# Зе Турбо
Жозе Корреа (порт. José Correia), более известный, как Зе Турбо (порт. Zé Turbo; род. 22 октября 1996, Гвинея-Бисау) — бисау-гвинейский футболист, нападающий клуба «Пари НН» и сборной Гвинеи-Бисау.

## Клубная карьера
Турбо — воспитанник клубов «Реал», «Спортинг» и миланского «Интера». В 2015 году он был включён в заявку основной команды на сезон последних. Летом 2016 года Зе на правах аренды перешёл в «Тонделу». 20 августа в матче против «Шавиша» он дебютировал в Сангриш лиге. В начале 2017 года Трубо был арендован испанской «Марбельей». 29 января в матче против «Атлетико Манча-Реаль» он дебютировал за новый клуб. Летом того же года Зе на правах аренды присоединился к «Катании». 2 сентября в матче против «Казертаны» он дебютировал в итальянской Серии C. В 2018 году игрок на правах аренды выступал за «Ольяненсе».
В 2018 году Турбо перешёл в аргентинский «Ньюэллс Олд Бойз». 25 ноября в матче против «Альдосиви» он дебютировал в аргентинской Примере. В 2019 году Зе перешёл в парагвайский «Насьональ». 26 января в матче против «Гуарани» он дебютировал в парагвайской Примере.
Летом 2019 года Турбо перешёл в швейцарский «Шаффхаузен». 28 июля в матче против «Вадуца» он дебютировал в швейцарской Челлендж-лиге. 5 октября в поединке против «Кьяссо» Зе забил свой первый гол за «Шаффхаузен». Летом 2020 года Турбо перешёл в «Грассхоппер». 19 июня в матче против «Арау» он дебютировал за новый клуб. 21 июля в поединке против своего бывшего клуба «Шаффхаузен» Зе забилл свой первый гол за «Грассхоппер».
В начале 2021 года Турбо перешёл в китайский «Наньтун Чжиюнь». 25 апреля в матче против «Нанкин Сити» он дебютировал в Первой лиге Китая. 1 мая в поединке против «Куньшаня» Зе забил свой первый гол за «Наньтун Чжиюнь». В начале 2023 года Турбо перешёл в катарский «Аль-Мархия». 25 февраля в матче против «Умм-Салаль» он дебютировал чемпионате Катара. 12 марта в поединке против «Ас-Сайлия» Зе забил свой первый гол за «Аль-Мархия».
Летом 2023 года Турбо перешёл в российский клуб «Пари НН». 14 августа в матче против «Ахмата  дебютировал в РПЛ. 24 сентября в поединке против «Оренбурга» забил свой первый гол за «Пари НН», а также отдал ассист.
22 января 2025 года на правах аренды перешёл в кипрский АЕЛ до конца сезона 2024/25.

## Международная карьера
14 июня 2023 года в отборочном матче Кубка Африки 2023 против сборной Сан-Томе и Принсипи дебютировал за национальную сборную Гвинеи-Бисау, выйдя на замену на 79-й минуте встречи вместо Мамы Бальде.
В 2024 году Турбо принял участие в Кубке Африки 2023 в Кот-д’Ивуаре. На турнире он сыграл в матчах против сборных Кот-д’Ивуара, сборных Нигерии и Экваториальной Гвинеи. В поединке против гвинейцев Зе забил свой первый гол за национальную команду.

### Голы за сборную Гвинеи-Бисау
| #  | Дата           | Место                                                   | Противник             | Счёт | Результат | Соревнование      |
| -- | -------------- | ------------------------------------------------------- | --------------------- | ---- | --------- | ----------------- |
| 1. | 18 января 2024 | Национальный стадион Кот-д’Ивуара, Абиджан, Кот-д’Ивуар | Экваториальная Гвинея | 4:2  | 4:2       | Кубок Африки 2023 |